# Waibstädter Schwarzbachaue
Koordinaten: 49° 18′ 3″ N, 8° 56′ 3″ O

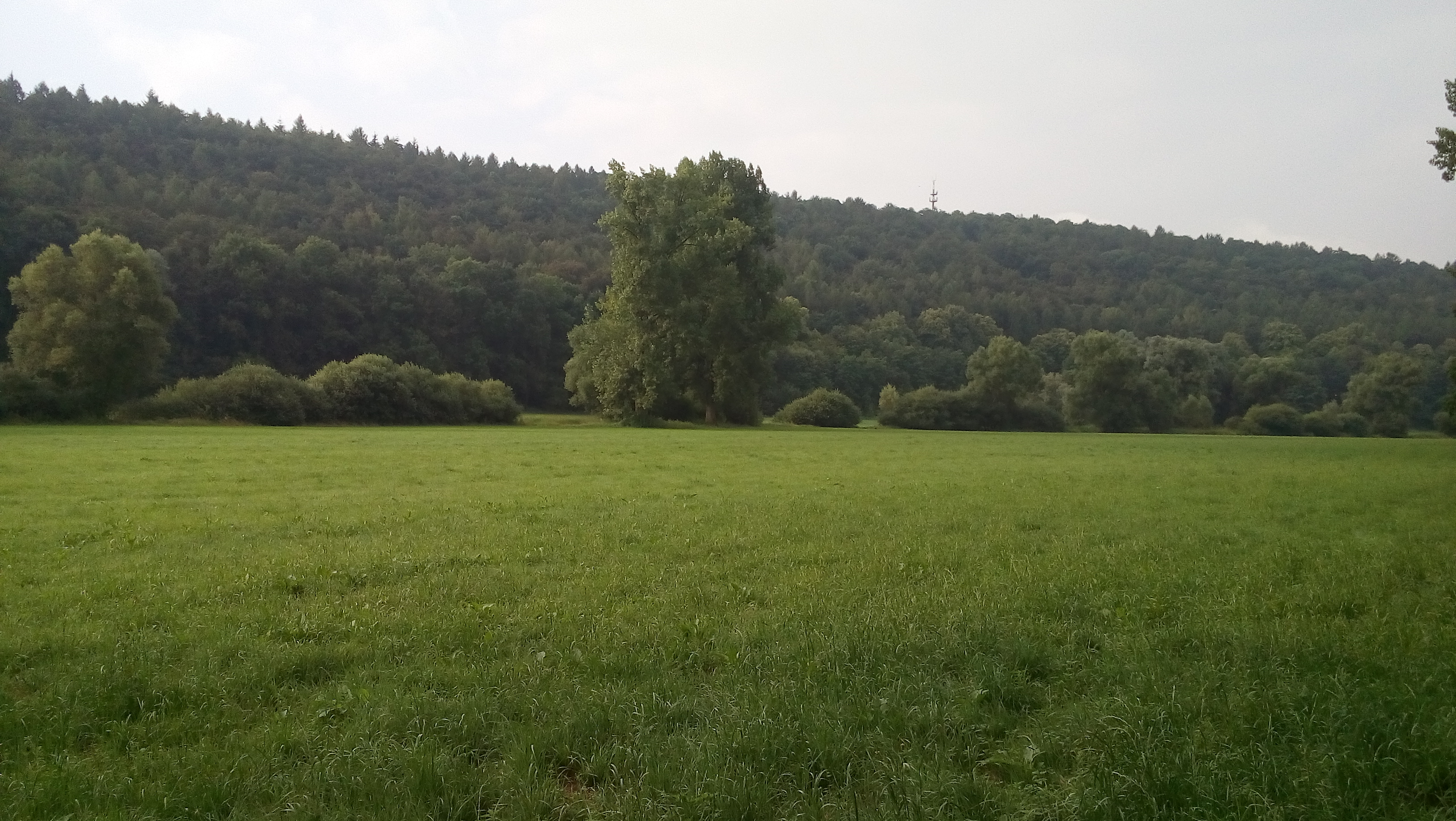
Naturschutzgebiet Waibstädter Schwarzbachaue (Juli 2016)

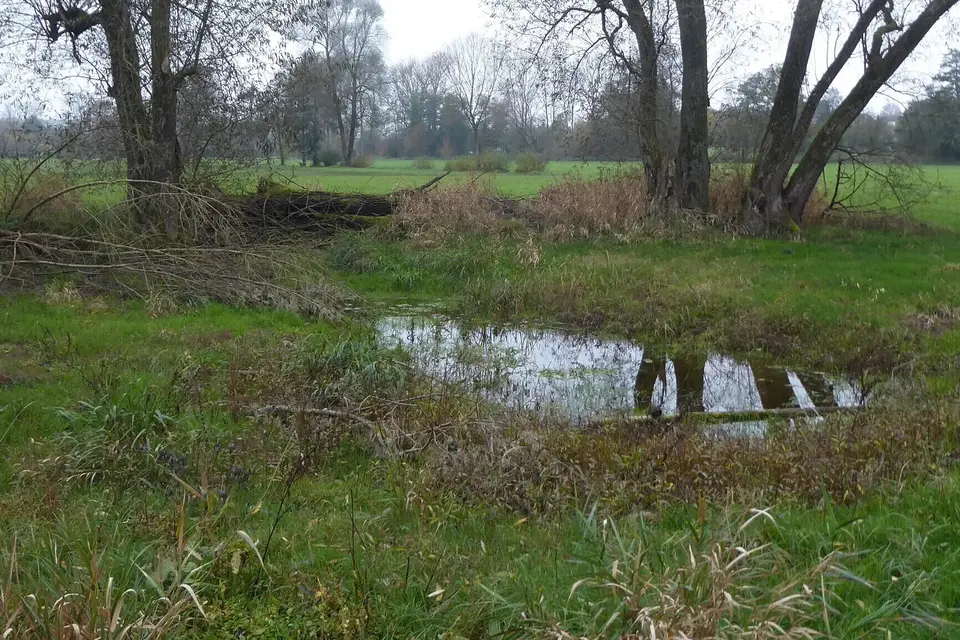
Ehemaliger Bombentrichter aus dem 2. Weltkrieg (Nov. 2024)

Das Naturschutzgebiet Waibstädter Schwarzbachaue liegt auf dem Gebiet der Stadt Waibstadt im Rhein-Neckar-Kreis in Baden-Württemberg.
Das Gebiet erstreckt sich östlich der Kernstadt von Waibstadt entlang des am nördlichen Rand fließenden Schwarzbaches. Am westlichen und nordöstlichen Rand des Gebietes verläuft die B 292 und östlich die Landesstraße L 549.

## Bedeutung
Das 40,4 ha große Gebiet steht seit dem 27. Juli 1984 unter der Kenn-Nummer 2.076 unter Naturschutz. Es handelt sich um eine natürliche Talaue mit Feuchtbiotopen und Wiesenflächen. Von wissenschaftlichem Interesse ist die Beobachtung der faunistisch-floristischen Bestandsentwicklung im Bereich nährstoffreicher Nachklärteiche.
Das Naturschutzgebiet wird im Westen begrenzt vom Schwarzbach, dem Mühlbergwald im Osten und reicht vom sogenannten „Fischweiher“ am Hermann-Weil-Weg bis zu den Nachklärteichen der Kläranlage Neckarbischofsheims.
Die Fläche besteht aus Wiesen, dem sogenannten Grünland, das früher beweidet wurde. Ein Ehemaliger Kuhstall zeugen von der ehemaligen Bewirtschaftung durch Nutztiere.
In den letzten Tagen des Zweiten Weltkrieges warfen alliierte Bomber Bomben auf die Weidefläche, weil sie das eigentliche Ziel, entlang der Bahnstrecke, verfehlten und sie die Bomben als Ballast entfernen mussten. Während des Zweiten Weltkrieges wurde Waibstadt kaum angegriffen. Bei einem kleineren Fliegerangriff auf die Bahnlinie gingen die Fensterscheiben in der Marienkapelle zu Bruch. Die darin befindlichen Personen wurden nur leicht verletzt. Bis auf wenige Angriffe auf die Bahnlinie blieb die Stadt unversehrt und ohne größere Schäden.
Der Bombentrichter entwickelte sich im Laufe der Zeit zu einem Biotop und hat heute die Funktion als Laichgewässer für Amphibien.